# Vytautas Umbrasas
Vytautas Umbrasas (ur. 19 grudnia 1957 w rejonie malackim) – litewski działacz polityczny, od 2008 wiceminister obrony kraju. 

## Życiorys
Ukończył studia historyczne na Wileńskim Uniwersytecie Państwowym. W latach 1983–1990 zatrudniony w litewskim skansenie w rejonie koszedarskim (m.in. jako zastępca dyrektora). W 1988 zaangażował się w działalność w Sajudisie, był członkiem jego Sejmu. Był założycielem i członkiem zarządu Instytutu Polityki Demokratycznej (lit. Demokratinės politikos institutas, DPI). 
W okresie 1991–1997 pracował w Radzie Najwyższej i Sejmie Republiki Litewskiej, m.in. jako referent we frakcji chrześcijańsko-demokratycznej. Od 1997 do 2004 był doradcą ministra obrony kraju, następnie zaś doradcą prezydenta Litwy (2004–2008). 
W latach 1998–2001 zasiadał we władzach Litewskiego Uniwersytetu Chrześcijańskiego (Lietuvos krikščioniškojo Universitetas, LCC). Od 2005 do 2006 był przewodniczącym Litewskiej Organizacji Paktu Atlantyckiego (LATA). W 2008 został wiceministrem obrony kraju.